# Fodéba Isto Keira
Pour les articles homonymes, voir Keira (homonymie).
Fodeba Isto Keira née le 4 juin 1961 à Conakry, est un homme de culture guinéen et ancien Ministre de la Jeunesse, des Sports et de l’emploi jeune et actuel secrétaire général du Ministère de la Culture, des Sports et du Patrimoine Historique depuis 2016,.

## Biographie et études
Né à Conakry, il commence sa scolarité à l’école primaire Place des martyrs de Conakry où il obtient son certificat d’études primaire en 1976.
Fodeba Isto Keira décroche son BEPC, puis la première et deuxième partie du Baccalauréat au collège et lycée Boulbinet.
En 1981, après son Baccalauréat, il entre à la faculté des sciences sociales de la nature (FASSONAD) de Donka au département Philosophie d'ou il sort diplômé en Philosophie en 1986.

## Parcours professionnel

### Secteur privée
Il commence sa carrière en Côte d’Ivoire en travaillant dans des sociétés spécialisées dans l’équipement des laboratoires comme ETEC et ABAQUE CI.
Après deux ans hors du pays, Isto Keira rentre en Guinée. Dès 1988 il est recruté par la Société Nouvelle d’Assurance de Guinée (SONAG), puis par la Société des Boissons Naturelles de Guinée  (BONAGUI).

### Secteur public
Entre 1999 et 2007,  Isto Keira a été directeur général de l’Agence Guinéenne de Spectacle (AGS) sous la présidence du général Lansana Conté puis directeur général de l’Office Guinéen de Publicité (OGP).
Pendant la transition politique, le capitaine Moussa Dadis Camara lui nomme Ministère de la Jeunesse,  des Sports et de l’emploi jeune en 2008 dans le gouvernement Komara avant d’être nommé Ministre des Arts et de la Culture par le général Sékouba Konaté en 2009 dans le gouvernement de jean Marie Doré.
En 2016,  Fodeba Isto Keira a été  nommé secrétaire général du Ministère de la Culture, des Sports et du Patrimoine Historique sous le régime du président professeur Alpha Condé,.

## Prix et réconnaisances
- 2017: Il est médaillé du mérite culturel du cinquantenaire de la Guinée,
- 2017: récipiendaire du Prix Comité international olympique (CIO).
- 2024 : Trophée d'excellence aux Victoires de la musique guinéenne[5].

Trophée portant son nom
- Trophée Fodéba Isto Keira du meilleurs chanteur guinéen 2019 de la 10e édition du Top 5 de Guinée[6],

## Homme de culture
Fodeba Isto Keira est consultant culturel international, producteur du festival international des Voix féminines (FIVOFEM), coproducteur du Djembe d’Or, producteur délégué du salon international de la musique africaine  (SIMA) et président du bureau export de la musique africaine (BEMA).

## Vie privée
Il porte le prénom de l’ancien ministre Fodéba Keita, fondateur des Ballets Africains de la république de Guinée.
Il est le père de FR2D à l’état civil, Frédéric Mohamed Keira, jeune artiste ivoirien de 11 ans et fils de la chanteuse vitale.